# Eressa megalospila
Eressa megalospila är en fjärilsart som beskrevs av Turner 1922. Eressa megalospila ingår i släktet Eressa och familjen björnspinnare. Inga underarter finns listade i Catalogue of Life.